# Filip Bobiňski
Filip Bobiňski (* 30. prosince 1975 Kutná Hora) je český televizní producent a showrunner, CEO společnosti Dramedy Productions.
Vystudoval pražskou FAMU, Audiovizuální komunikaci v Barceloně, executive MBA program na University of Pittsburgh a prestižní evropský producentský master Media Business School. Na začátku kariéry mimo jiné pracoval pro společnosti Capitol Films a EuroArts, kde se podílel na mezinárodních koprodukcích filmových a televizních projektů.[zdroj?]
V roce 2003 spoluzaložil Dramedy Productions, která vytvořila a vyrobila seriály Redakce (2004–2006), Horákovi (2006–2007), Vyprávěj (2009–2013), První republika (2014–2019), Kukačky (2021–2023), Guru (2022), O mě se neboj (2022) či Zlatá labuť (2023) – celkem již více než 300 hodin hrané tvorby pro primetime. Za seriál Vyprávěj byl v roce 2011 oceněn Zlatou nymfou na Mezinárodním televizním festivalu v Monte Carlu za vynikající evropskou produkci, také získal řadu ocenění v divácké anketě TýTý (Vyprávěj, První Republika). Podílí se také na projektech zahraničních producentů, které se realizují ve spolupráci s Dramedy.
Je členem představenstva APA – Asociace Producentů v Audiovizi a evropské asociace CEPI, která se věnuje zejména evropské legislativě pro audiovizi; je také členem International Academy of Television Arts & Sciences (asociace udělující mezinárodní ceny iEMMY).